# 조하나 (1985년)
조하나(1985년 3월 18일 ~ )는 대한민국의 배우이다.

## 생애
2002년에 뮤지컬배우 첫 데뷔를 하였다.

## 학력
- 경기도 성남 한솔고등학교 졸업
- 한국예술종합학교 연극원 연기학과 학사
- 영국 에식스 대학교 대학원 연극무대예술학과 예술학 석사

## 출연작

### 영화
- 《원스 어폰 어 타임》(2007년)
- 《블라인드》(2011년)

### 뮤지컬
- 《10번타자》(2008년)

### TV 시리즈
- 《커피 프린스 1호점》(MBC, 2007년)

### 라디오 프로그램
- 《EBS 책 읽는 라디오 낭독 시리즈》(EBS FM, 2016년 6월)

## 이외 이력
- 경기도 고양예술고등학교 연기학과 강사(2009년 3월 ~ 2009년 9월)